# Inga olivacea
Inga olivacea är en ärtväxtart som beskrevs av Thomas Archibald Sprague. Inga olivacea ingår i släktet Inga och familjen ärtväxter. Inga underarter finns listade i Catalogue of Life.